# モスマン

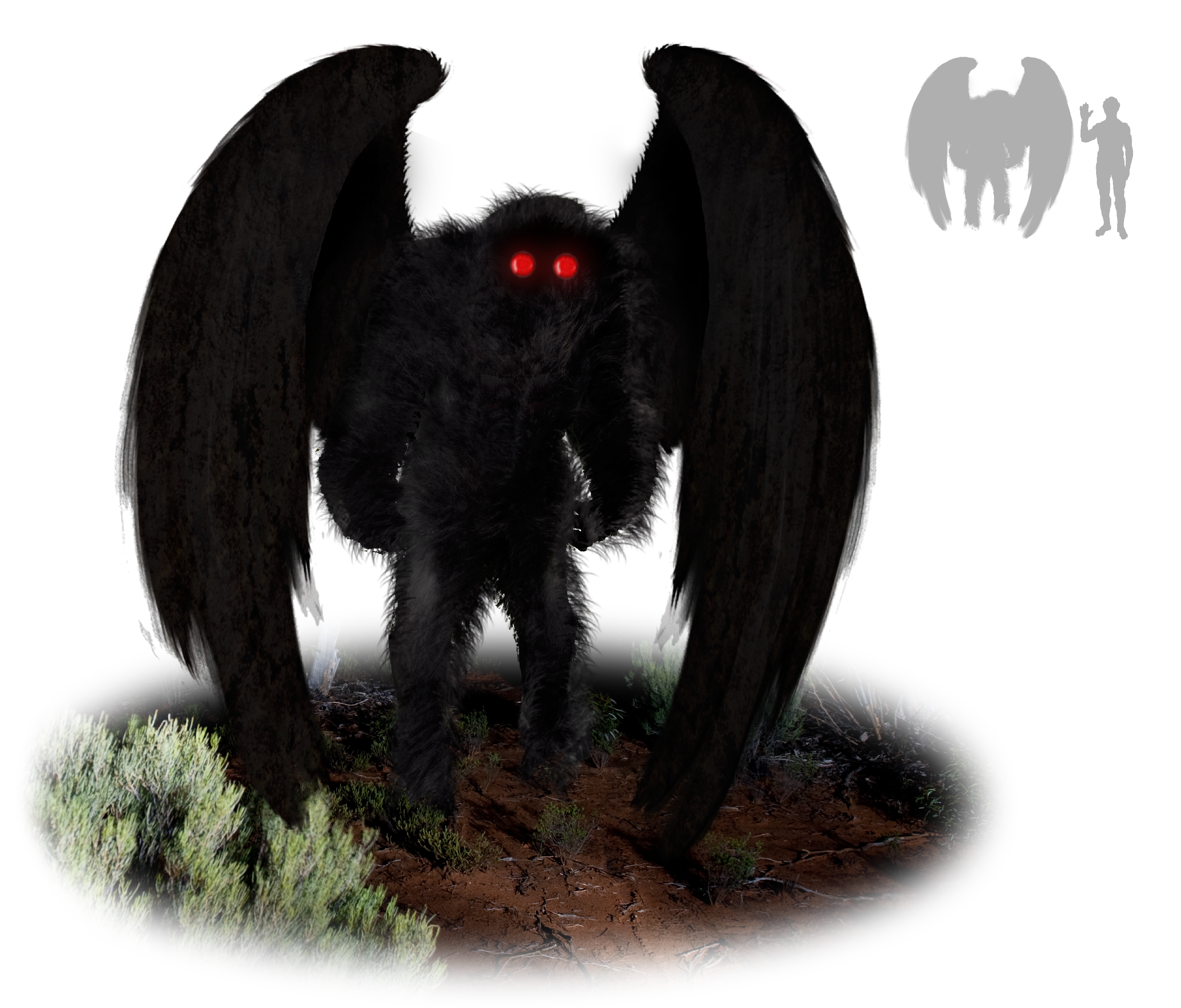
モスマン

モスマン（Mothman）は、1966年からアメリカ合衆国ウェストバージニア州ポイント・プレザント一帯を脅かした謎の未確認動物（UMA）。

## 概要

### 特徴

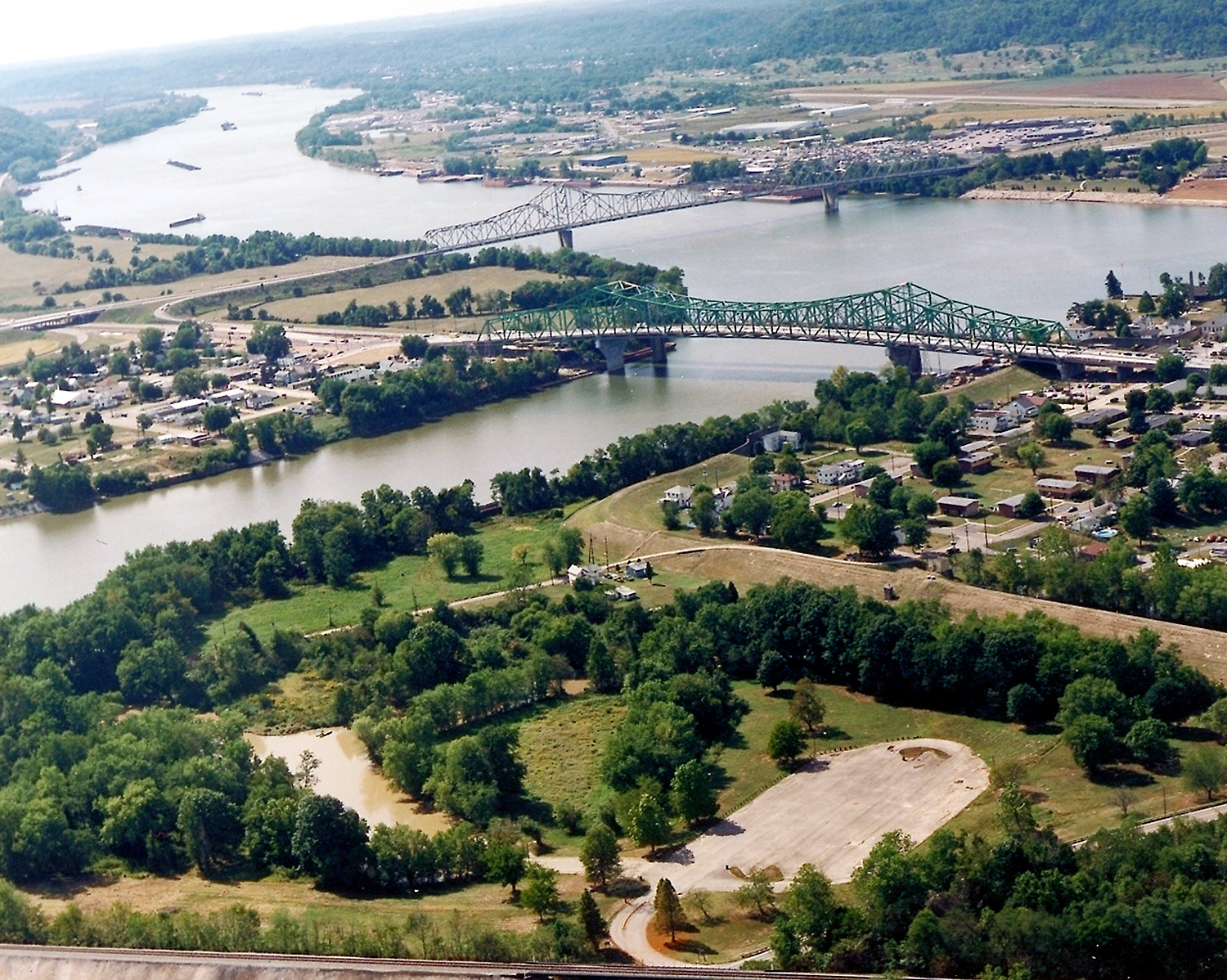
のどかなポイント・プレザント

地元の住人はこのUMAを単に「バード（鳥）」と呼んでいたが、一般にはマスコミを通じて広まった「モスマン（蛾人間）」という名のほうが有名である。
体長は約2m。腕はなく、背中に大きな翼を持つ。その翼をはばたかせる事なく、自動車よりも速く飛行する。目撃者の多くは、モスマンを一瞬しか見ておらず、モスマンの顔はあまり詳細まで覚えてはいないが、目がギラギラと赤く輝き、目と目の間隔が大きく開いていることだけは、多くの目撃者の証言が一致している。ネズミやコウモリに似た「キィキィ」という鳴き声を発したという証言もある。
「第一発見者」とされる女性によると、彼女が車で時速160kmで逃走した際、モスマンは同等の速度で追ってきたという。また、彼女はTV番組のインタビューの際、「モスマンはフライング・ヒューマノイドに似ているような気がする」と述べている。

### モスマンとの遭遇事件
1966年11月12日、ウェストバージニア州を流れるエルク川のほとりに位置する町、クレンデニンにある、クーンズ墓地で墓掘りに従事していた男たちによって目撃されたことを皮切りに、一連の遭遇事件が始まった。
続く11月14日、同州ポイント・プレザントのTNTエリア（元・火薬工場であった地域）付近でドライブを楽しんでいた若者がモスマンに追跡されるという事件が発生する。若者たちは車を全速力で走らせたものの、モスマンは容易に追跡してきたという（この若者の一人が「第一発見者」とされる女性である）。
また、同日夜ポイント・プレザント北東にあるセーラムでも同様の目撃証言が報告されている。外にいる飼い犬が激しく吼えるので様子を見に行くと、暗闇の中に赤く光る二つの目が浮かび上がったという。翌朝飼い犬の姿はどこにも無かったが、新聞に掲載された火薬工場での目撃証言には「逃げる途中で犬の死体が転がっていた」との一文があった。なお、この火薬工場近辺では数度にわたり奇妙な光体が目撃されていたという証言もある。
11月26日、セントオールバンズで主婦のルース・フォスターが庭にいる奇妙な鳥のような生物を目撃。嘴のない小さな顔をもち、飛び出した赤い目をしていた。
27日にはニューヘイブン近くで18歳の女性コニー・ジョー・カーペンターによって目撃された。コニーは礼拝から帰る途中、ゴルフコース付近で灰色の男のようなものを見た。男はコニーの前で10フィート（約3メートル）の翼を広げ飛び去った。この生物は、巨大な赤い目をしていたと報告されている。目撃したコニーは結膜炎に悩まされた。
最初の遭遇事件から13か月後の1967年12月15日、ポイント・プレザントとオハイオ州カノーガを結ぶシルバー・ブリッジ付近で目撃された。関連性は不明であるが、同日シルバー・ブリッジは大規模な崩落事故を起こし46人が犠牲になるという大惨事となった。この出来事はモスマン事件を題材にした映画『プロフェシー』でも描かれている（映画中での犠牲者数は36人とされた）。
モスマンの目撃は現在も継続しており、2014年以降毎年報告されている。

## 正体

### 鳥類説
ワシなどの大型猛禽類を誤認した可能性がある。「キィキィ」という鳴き声は、イヌワシのものに近いとも考えられる。翼を翻すようにして飛翔、急降下したという目撃例もあるが、これはイヌワシなどが獲物に襲いかかる際に見られる行動である。
モスマンの2mという体長は、目撃時間帯の多くが夜間で暗かったことと、目撃者が恐怖心から実際より大きく錯覚してしまったとすれば説明できる。ただ、ほとんどの目撃者はモスマンの目が異様に大きくて間隔が開いていたと証言しており、鳥類では説明のつかない部分もある。
また、ツル説やフクロウ説がよく挙げられる。

### エイリアン・ペット説
また、ポイント・プレザント一帯では、事件前からUFOが多くの住民によって目撃されており、モスマンの目撃が減少するにつれて、UFOの目撃数も減少した。そのことから、UFOの乗員は宇宙人で、その宇宙人のペット（エイリアン・ペット）もしくは地球での実験のための動物がモスマンであるのではないか、という説もある。実際、UFOに向かってモスマンが飛行していった、という目撃例もある。

### 先住民族の呪い説
一部の住人にはモスマンをポイント・プレザント周辺で昔から起こっていた怪現象と結びつけ、かつてこの地で虐殺されたインディアン、ショウニー族の呪いであると主張する者もいる。

### 調査
一部の調査員や研究家からは、鳥と見間違えたのではといわれ、目撃者にその鳥の写真を見せた。しかし、目撃者は皆、その鳥とはまったく似つかないとしている。
また事件直後に、もともとこの地には居つかないはずの、シロフクロウやヒメコンドルが発見されていることから、何者かがモスマンの存在を隠すために、これらの鳥類を逃がしたのでは、ともいわれている。
本件はドキュメンタリー専門チャンネル、ディスカバリー・チャンネルの番組『超常現象調査隊』でも紹介された。番組中では、2003年に撮影された橋から飛び立つモスマンは、風に流された黒いゴミ袋ではないかと言う結論に達している。
またヒストリーチャンネルの番組『未確認モンスターを追え!』では、複数の目撃者の証言を元にモスマンのイラストがそれぞれ作成されたが、既存のイラストよりも目の間隔が狭く、人間や猛禽類に似た姿だった。同番組では、夜道の脇にモスマンの人形を設置し、車に乗った被験者が人形をどれくらいの大きさに感じたかという検証も行われ、実際の大きさよりもかなり大きく感じる人がいるという結果が出た。

## モスマンの登場する作品
- 『世紀末オカルト学院』
- 『モスマンの黙示』（著：ジョン・A・キール）
- 映画『プロフェシー』（en:The Mothman Prophecies、2002年、アメリカ）原作『モスマンの黙示』、監督マーク・ベリントン、主演リチャード・ギア、ローラ・リニー
- テレビ映画『蛾人間モスマン』（Mothman、2010年米）
- 『フー・ファイター』（漫画。作：滝沢聖峰）
陸軍登戸研究所なども登場する。
- ゲーム『悪魔城ドラキュラ 蒼月の十字架』
- ゲーム『カルドセプト』シリーズ
- ゲーム『真・女神転生』『ペルソナ』シリーズ
- ゲーム『Fallout 76』
- 『ウォッチメン』（原作コミック、映画）
ただし、UMAなどではなく、「モスマンの衣装を着たヒーロー」として（超能力などはない）。
- アニメ『ケロロ軍曹』
第332話「冬樹 蝶人出現? であります」
- 『ケロロ軍曹』32巻第289話「謎の宇宙人を宇宙人と追え!!…の巻」に登場。
- 『学園天国パラドキシア』
- 『唐沢なをきの幻獣事典』（漫画。作：唐沢なをき）
- 『影鰐-KAGEWANI-承』
- 『ささみさん＠がんばらない』（ライトノベル。作：日日日　イラスト：左）　8巻に登場。
- 『エリア51』（漫画。作：久正人）